# Comté de Mohave
Le comté de Mohave, en anglais : Mohave county, est un comté de l’État de l’Arizona, aux États-Unis. Lors du recensement de 2020, il comptait 213 267 habitants.
Son siège est Kingman, la ville la plus peuplée étant Lake Havasu City.

## Tourisme
La ville fantôme de Chloride se trouve dans le comté, ainsi que le monument national Grand Canyon-Parashant et le Pipe Spring National Monument.
L'ancien pont de Londres reconstruit en granit par John Rennie dans la capitale du Royaume-Uni, fut démonté en 1969 et revendu à l'entrepreneur américain Robert P. McCulloch (en), qui le fit remonter dans la ville de Lake Havasu City qu'il venait de fonder.
Les ruines du fort Mohave, poste de l'armée des États-Unis du XIXe siècle, peuvent être visitées.

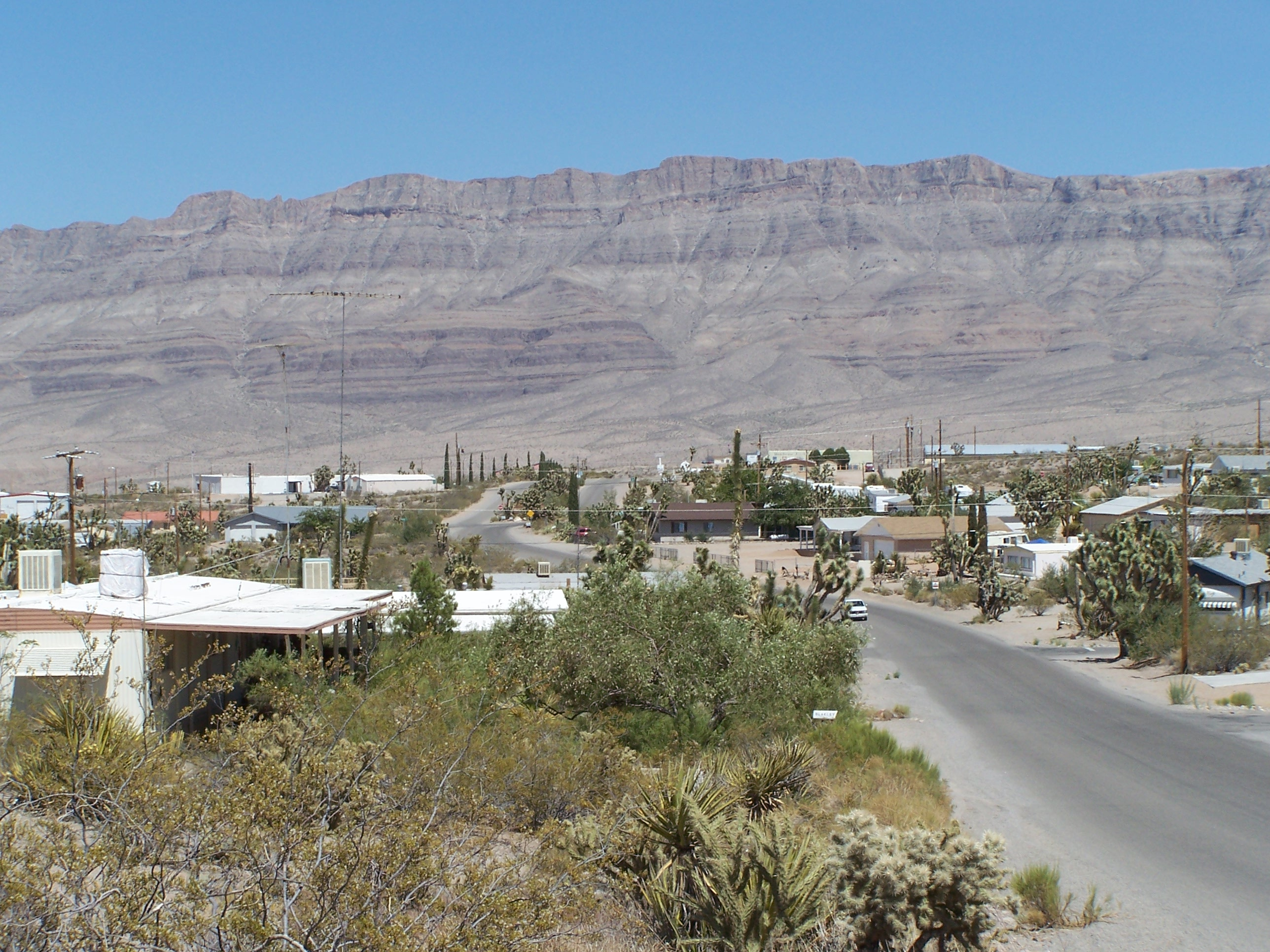
Meadview.
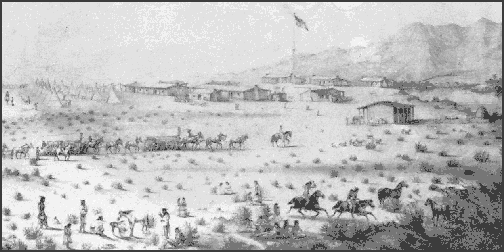
Fort Mohave, fin du XIXe siècle.
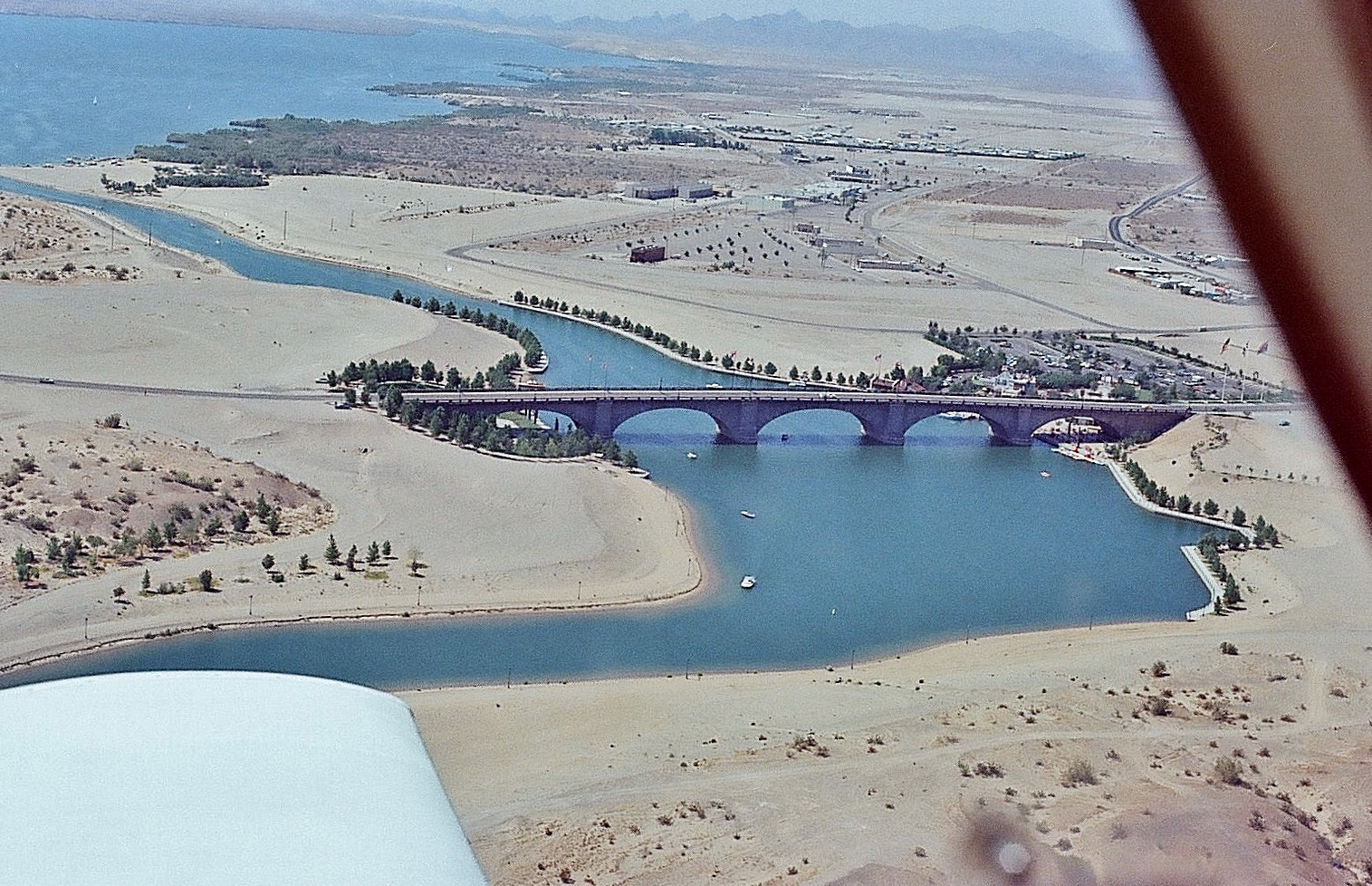
Le pont de Londres à Lake Havasu City, en 1973.
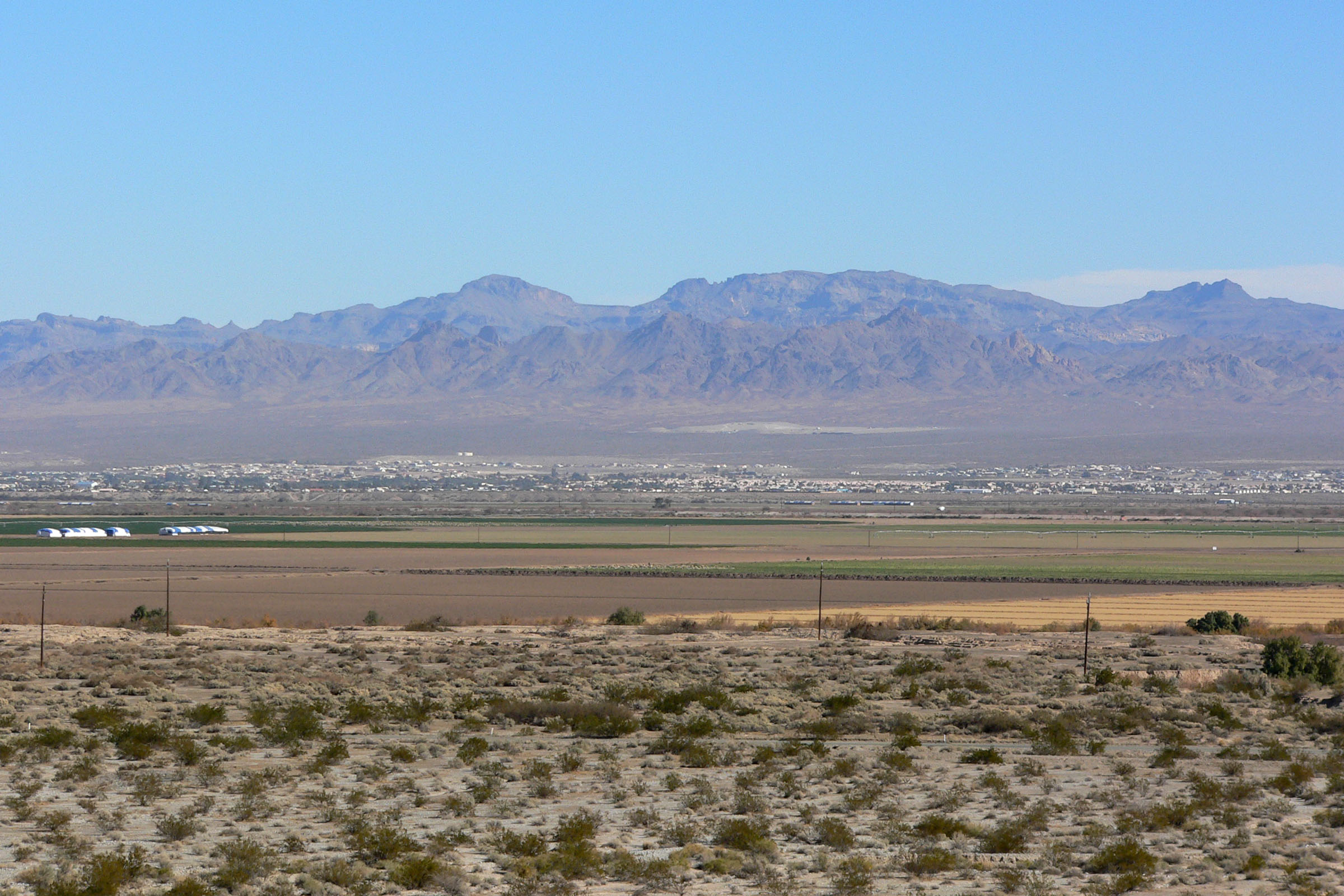
Mohave Valley.

## Politique
Le comté de Mohave, dont la population est plus âgée et plus rurale que le reste de l'État, est un comté conservateur acquis au Parti républicain.

## Comtés adjacents
| Comté de Lincoln        | Comté de Washington | Comté de Kane                      |
| Comté de Clark          | comté de Mohave     | Comté de Coconino Comté de Yavapai |
| Comté de San Bernardino | Comté de La Paz     |                                    |

## Démographie
| Groupe            | Comté de Mohave | Arizona | États-Unis |
| ----------------- | --------------- | ------- | ---------- |
| Blancs            | 86,9            | 73,0    | 72,4       |
| Autres            | 6,0             | 11,9    | 6,2        |
| Métis             | 2,7             | 3,4     | 2,9        |
| Amérindiens       | 2,3             | 4,6     | 0,9        |
| Asiatiques        | 1,1             | 2,8     | 4,8        |
| Afro-Américains   | 0,9             | 4,1     | 12,6       |
| Océaniens         | 0,2             | 0,2     | 0,2        |
| Total             | 100             | 100     | 100        |
|                   |                 |         |            |
| Latino-Américains | 14,8            | 29,7    | 16,7       |

Selon l'American Community Survey, pour la période 2011-2015, 88,90 % de la population âgée de plus de 5 ans déclare parler l'anglais, 8,68 % espagnol et 2,42 % une autre langue.
| 1870 | 1880  | 1890  | 1900  | 1910  | 1920  |
| ---- | ----- | ----- | ----- | ----- | ----- |
| 179  | 1 190 | 1 444 | 3 426 | 3 773 | 5 259 |

| 1930  | 1940  | 1950  | 1960  | 1970   | 1980   |
| ----- | ----- | ----- | ----- | ------ | ------ |
| 5 572 | 8 591 | 8 510 | 7 736 | 25 857 | 55 865 |

| 1990   | 2000    | 2010    | 2020    | - | - |
| ------ | ------- | ------- | ------- | - | - |
| 93 497 | 155 032 | 200 186 | 213 267 | - | - |

## Transports
- Eagle Airpark,  aéroport public situé à 22 km au sud du quartier d'affaires de Bullhead City.
- Aéroport international de Laughlin/Bullhead, un autre aéroport près de Bullhead City.